# Flesherton
Flesherton est une localité située dans le comté de Grey en Ontario au Canada.
Sa population était de 590 habitants en 2021.
La zone avait connu une croissance significative dans les années 1850, mais elle a stagné quand la voie ferrée a contourné le village.